# Fußball-Amateurliga Bremen 1966/67
Die Fußball-Amateurliga Bremen 1966/67 war die achtzehnte Spielzeit der höchsten Amateurklasse des Bremer Fußball-Verbandes. Meister wurde die Amateurmannschaft von Werder Bremen.

## Abschlusstabelle
| Pl. | Verein                   | Sp. | Tore  | Punkte |
| --- | ------------------------ | --- | ----- | ------ |
| 01. | Werder Bremen Amat.      | 28  | 76:28 | 45:11  |
| 02. | Eintracht Bremen (M)     | 28  | 65:34 | 42:14  |
| 03. | Polizei SV Bremen        | 28  | 52:32 | 40:16  |
| 04. | Bremerhaven 93 Amat. (N) | 28  | 86:52 | 37:19  |
| 05. | Hastedter TSV            | 28  | 57:37 | 37:19  |
| 06. | Blumenthaler SV          | 28  | 43:28 | 35:21  |
| 07. | BBV Union                | 28  | 53:61 | 28:28  |
| 08. | AGSV Bremen              | 28  | 54:52 | 26:30  |
| 09. | SV Woltmershausen        | 28  | 48:49 | 25:31  |
| 10. | Leher TS                 | 28  | 61:57 | 24:32  |
| 11. | Bremen 1860              | 28  | 38:53 | 21:35  |
| 12. | Sparta Bremerhaven       | 28  | 51:74 | 21:35  |
| 13. | Bremer TG                | 28  | 42:68 | 17:39  |
| 14. | Lüssumer TV (N)          | 28  | 39:89 | 13:43  |
| 15. | BTS Neustadt             | 28  | 32:83 | 09:47  |

| (M) | Meister der Vorsaison |
| (N) | Aufsteiger            |

## Aufstieg und Deutsche Amateurmeisterschaft
Als Bremer Vertreter nahm Eintracht Bremen ohne Erfolg an der Aufstiegsrunde zur Regionalliga Nord teil.
Die Amateurmannschaft von Werder Bremen nahm an der Deutschen Amateurmeisterschaft 1967 teil und schied im Achtelfinale gegen die Amateure des VfB Stuttgart aus.